# Леклерк, Филипп
Филипп Леклерк де Отклок (фр. Philippe Leclerc, при рождении Филипп Франсуа Мари де Отклок, Philippe François Marie de Hauteclocque, /ləklɛʁ də otklok/; 22 ноября 1902, Беллуа-Сен-Леонар, Франция — 28 ноября 1947, Бешар, Алжир) — французский генерал времён Второй мировой войны, маршал Франции (1952, посмертно).

## Биография

### На военной службе

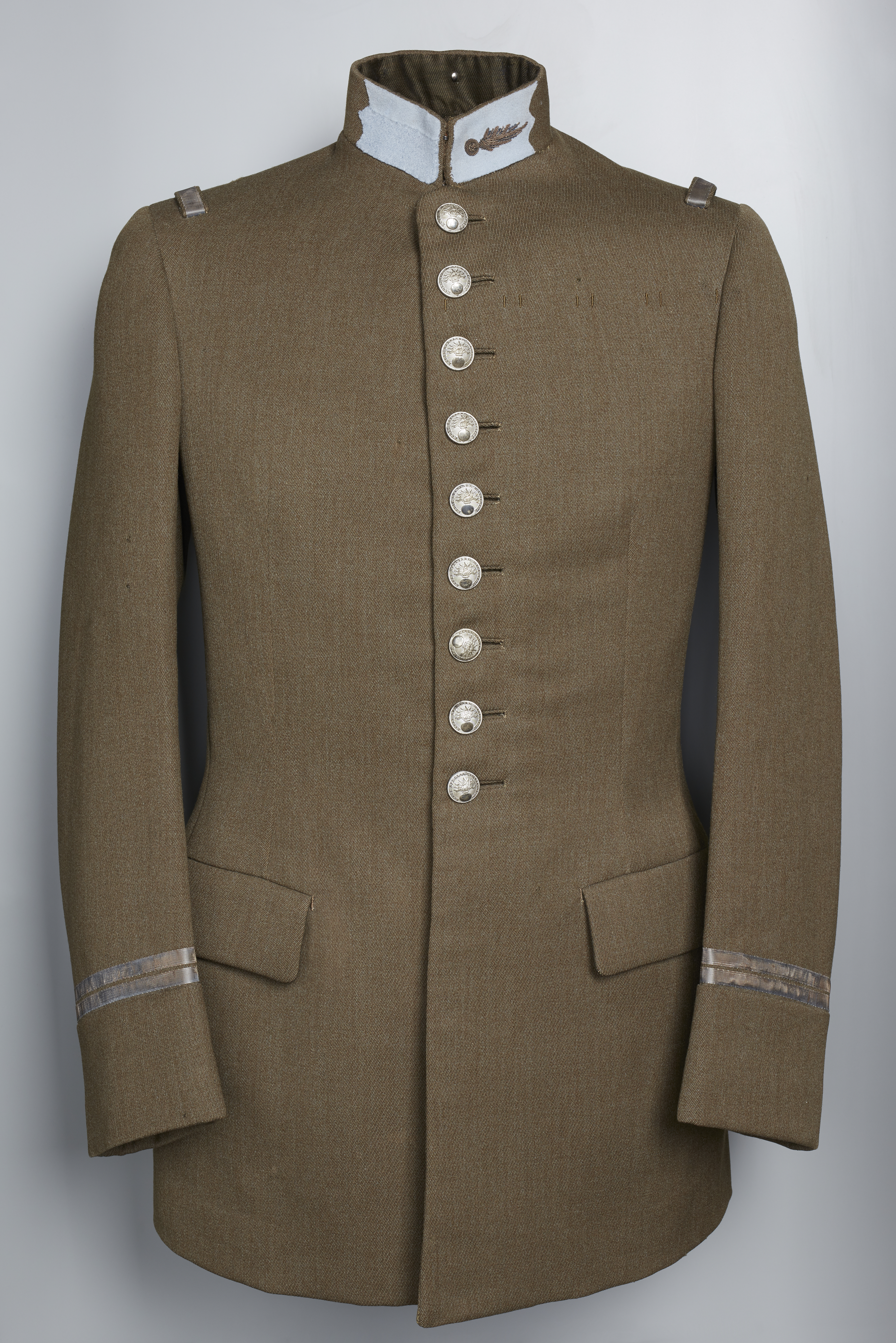
Форма лейтенанта де Отеклока в качестве инструктора в Сен-Сире

Из аристократического графского рода, известного с XIII века. Прямые предки рода Отклоков участвовали в Крестовых походах, битве при Фонтенуа, Наполеоновских войнах. Образование получил в Сен-Сирской военной школе (1924). Службу начал в 5-м кирасирском полку в Мозеле, который тогда находился на оккупационной службе в Трире в рамках франко-бельгийской оккупации Рура. 
Гарнизонная служба ему не нравилась, поэтому он добровольно был переведён в 8-й полк спаги в Марокко. В октябре 1926 года он был произведен в лейтенанты. В 1929 году он был приписан 38-му полку марокканских гумьеров в Атласских горах и участвовал в боевых действиях против партизан Айт-Хамму. В одном из боёв под ним были подстрелены две лошади. После этого он был направлен в 1-й кавалерийский полк Африканской армии, базировавшийся в Рабате. 
Позже служил инструктором офицерской школы и в составе 1-го африканского конно-егерского полка, явившись к бригадному генералу Анри Жиро. В 1936 году Отеклок сломал ногу в двух местах, упав с лошади, и с тех пор часто ходил с тростью. 
Хотя они были набожными католиками, Отеклок и его супруга Тереза ослушались папского запрета (даже когда за это Терезе было отказано в отпущении грехов) и подписались на крайне правый журнал Action Française. Напротив, двоюродный брат Филиппа Ксавье де Отеклок был убежённым антифашистом, освещавшим как журналист подъём нацистской партии в Германии. Впоследствии Филипп де Отеклок уничтожил свои экземпляры ультраправого издания.
В ноябре 1938 года Отеклок поступил в Высшую военную школу — штабное училище французской армии. Окончив её в июле 1939 года, он получил приказ прибыть в 4-ю пехотную дивизию в качестве начальника штаба. После начала войны в сентябре 1939 года был отозван во Францию.

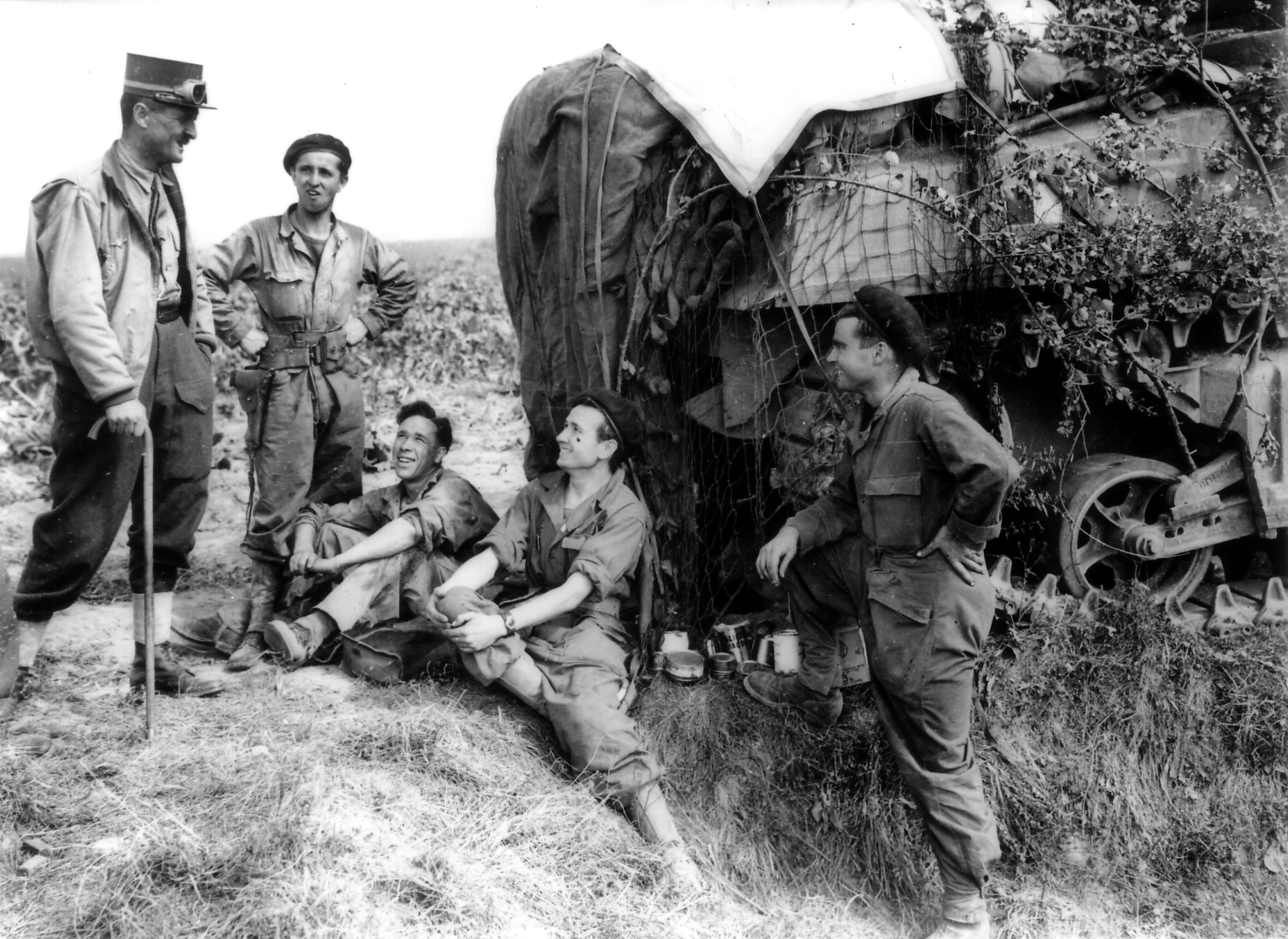
Генерал Леклерк беседует со своими людьми из 501-го батальона Королевского кавалерийского дивизиона

### В «Сражающейся Франции»
В июне 1940 года был одним из первых, кто бросил вызов перемирию правительства с немецкими оккупантами, и прибыл из оккупированной Франции в Лондон к де Голлю. В составе «Сражающейся Франции», как и многие командиры, чьи семьи остались в оккупированной Франции, использовал псевдоним — «Леклерк», после войны присоединённый к настоящей фамилии.  
Де Голль направил его во Французскую Экваториальную Африку. Леклерк за короткое время сумел практически без потерь свергнуть вишистскую власть во Французском Конго, Камеруне (успев даже побыть несколько месяцев его губернатором), а также в Габоне, командуя основными французскими силами во время битвы за Габон. 
В декабре 1942 — январе 1943 года для участия соединений в Тунисской кампании провёл французские войска от озера Чад до Триполи. Его войска, захватив Куфру, принесли под его началом клятву (Serment de Koufra), в которой они обязались сражаться до тех пор, пока французский флаг не развевается над Страсбургским собором. Силы под его командованием участвовали в кампании в Ливии в 1943 году, прикрывали внутренний фланг 8-й британской армии во время её продвижения в Тунис и участвовали в наступлении на линии «Марет». 

### Освобождение Франции

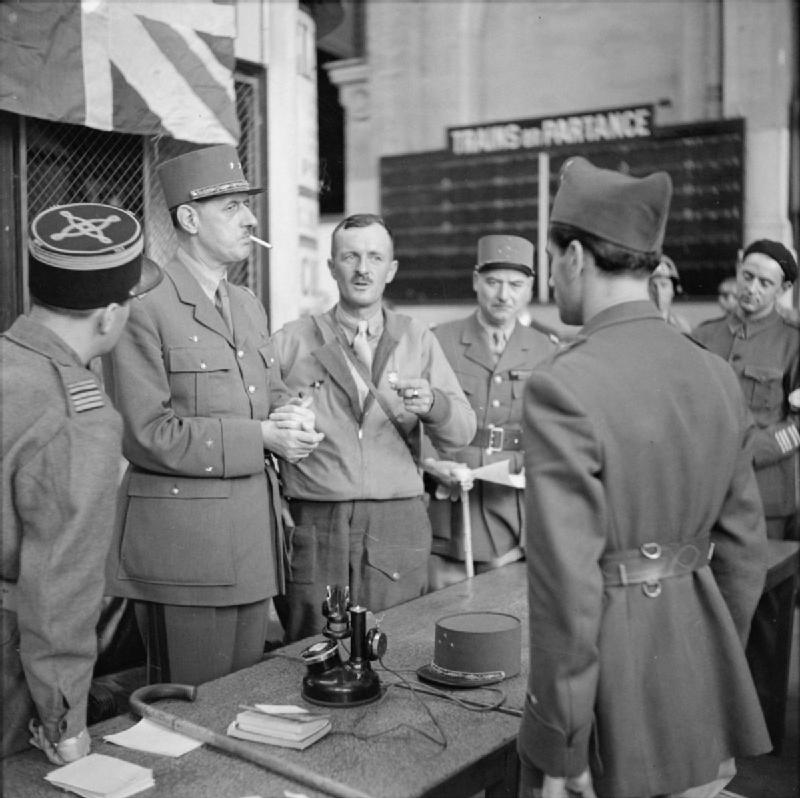
Генерал де Голль с Леклерком (в центре) и другими французскими офицерами на вокзале Монпарнас в Париже, 25 августа 1944 года.

В мае 1943 года был назначен командиром 2-й бронетанковой дивизии (часто называемой дивизией «Леклерк») в Марокко. В апреле 1944 года дивизия была переброшена в Великобританию и затем участвовала в высадке союзников в Нормандии. 1 августа 1944 года она высадилась на пляже Юта в Нормандии в составе XV американского корпуса генерал-майора Уэйда Хейслипа и Третьей армии США генерал-лейтенанта Джорджа Паттона. В том же месяце 2-я дивизия участвовала в Фалезской операции, нанеся крупное поражение немецкой армии.  
Следующим заданием 2-й дивизии было освобождение Парижа. Когда парижане восстали против немцев, де Голль и Леклерк убедили генерала Дуайта Эйзенхауэра отправить их силы на помощь. Солдатам Леклерка пришлось с боями прорываться к французской столице. 25 августа 1944 года Отклок и Анри Роль-Танги принял капитуляцию германского гарнизона Парижа. Де Голль был раздражён тем, что Леклерк позволил коммунисту Ролю тоже подписать капитуляцию, но на следующий день провёл с ними триумфальный парад.  
Леклерк одержал знаменательную победу в битве против немецких танков при Домпэре 12–16 сентября 1944 года. Паттон лично наградил его Серебряной звездой. затем Леклерк участвовал в боях в Эльзасе и Южной Германии, среди прочего достигнув Страсбурга 25 ноября. 
В начале мая 1945 года посетил концлагерь Дахау, и находясь под впечатлением от увиденного, приказал расстрелять без суда и следствия 12 пленных французов из дивизии войск СС «Шарлемань». 

### В Индокитае

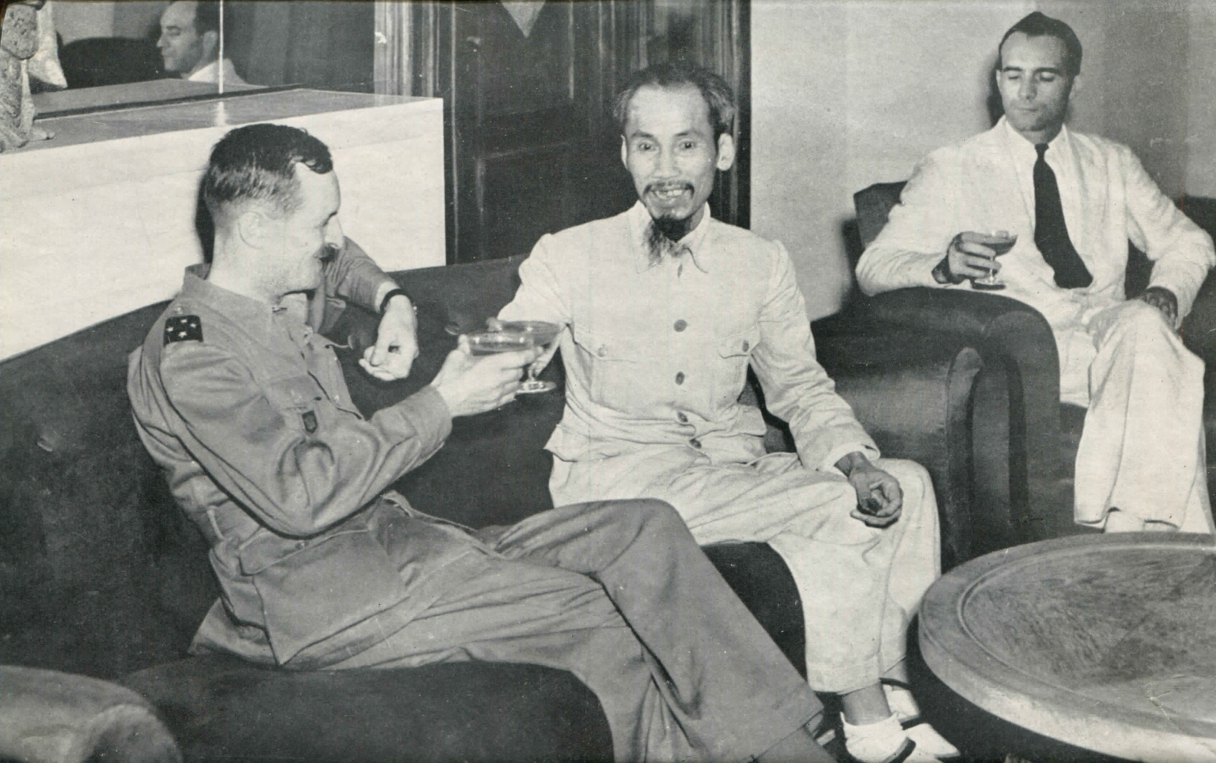
Леклерк (слева) встречается с Хо Ши Мином (в центре) в присутствии Жана Сентени (справа) в Ханое, март 1946 года

После окончания Второй мировой войны в Европе в мае 1945 года был отправлен главнокомандующим Французским экспедиционным корпусом на Дальнем Востоке в Индокитай и представлял Францию при капитуляции Японской империи в Токийском заливе 2 сентября. Хотя Леклерк никогда ранее не служил на Дальнем Востоке, ему было поручено вернуть Французский Индокитай и противодействовать силам вьетнамского революционера Хо Ши Мина. Он не ладил с Д'Аржанльё, которого де Голль назначил французским верховным комиссаром в Индокитае. 
Леклерк прибыл в Сайгон с первым контингентом французских солдат 5 октября 1945 года, прорвал блокаду Вьетминя вокруг города, затем прошёл через дельту Меконга и поднялся на Центральное нагорье. Он быстро осознал необходимость политического решения назревающего конфликта в Индокитае, и в марте 1946 года было достигнуто соглашение Хо Ши Мина с Сентени о признании Вьетнама в качестве независимого государства. Но уже вскоре Леклерк подал в отставку, неудовлетворённый государственной поддержкой боевых операций против Вьетминя.
В 1947 году, инспектируя французские части в Северной Африке, разбился на самолёте над Алжиром.

## Награды

Генерал Леклерк (с тростью) принимает у американской стороны 12 соотечественников, служивших в дивизии СС «Шарлемань». На следующий день они будут расстреляны по его приказу без суда и следствия.

- В 1952 году посмертно получил звание Маршала Франции.
- Кавалер Большого Креста ордена Почётного легиона.
- Компаньон ордена Освобождения
- Военная медаль
- Военный крест 1939—1945
- Медаль Сопротивления с розеткой
- Колониальная медаль с планками: «Maroc», «Fezzan», «Koufra», «Tripolitaine», «Tunisie», «Extrême-Orient»
- Серебряная звезда (США)
- Орден «За выдающиеся заслуги» (Великобритания)
- Командор ордена Короны (Бельгия)
- Военный крест (Бельгия)